# 9813 Rozgaj
9813 Rozgaj è un asteroide della fascia principale. Scoperto nel 1998, presenta un'orbita caratterizzata da un semiasse maggiore pari a 2,2716999 UA e da un'eccentricità di 0,1261059, inclinata di 1,62077° rispetto all'eclittica.